# Album (musikalbum av The Sun Days)
Album är The Sun Days första studioalbum, utgivet 2015. 

## Låtlista
1. Don't need to be them
2. I keep on wondering
3. OOO
4. You can't make me make up my mind
5. Come have me over
6. Get him off your mind
7. Busy people
8. Fear

## Medverkande
- Joe Enocsson - gitarr, bakgrundssång, trummor, synth, inspelning
- Elsa Fredriksson Holmgren - sång
- Simon Boontham - gitarr
- Johan Ramnebrink - bas
- Erik Bjarnar - trummor
- Kalle von Hall - sånginspelning
- Hans Olsson Brookes - mixning, mastering